# Andreas Goldberger
Andreas Goldberger (n. 29 noiembrie 1972, Ried im Innkreis, Austria Superioară, Austria) este un săritor cu schiurile ce a reprezentat Austria, medaliat olimpic. A participat la 2 ediții ale Jocurilor Olimpice (1994, 1998) în care a câștigat două medalii de bronz.